# Angrivarier
Angrivarier (Agrivarier) var ett av de germanska folk från den ingaevonska folkgruppen - ingaevoner som enligt Tacitus bebodde Nordsjökusten mellan Rhen och Elbe ner till Teutoburgerskogen vid floden Lippe. 
Där påträffades de
av Germanicus under hans krigståg år 16 e. Kr. och
underkastade sig då romarna. På Karl den stores
tid återfinna vi förmodligen angrivarierna under
namnet angrarier eller angarier (engrer) i
deras gamla bostäder på ömse sidor om Weser, ehuru
deras område då var utvidgat åt söder ända till Hessen.
De utgjorde då en av det sachsiska folkets trenne
huvudstammar, och det område, som de bebodde,
kallades Angaria (Engern). 
Angrivarierna uppgick senare i större folkstammar, förmodligen de saliska frankerna.

## Källa
Den här artikeln är helt eller delvis baserad på material från Nordisk familjebok, Angrivarier, 1904–1926.